# Rue Sławkowska

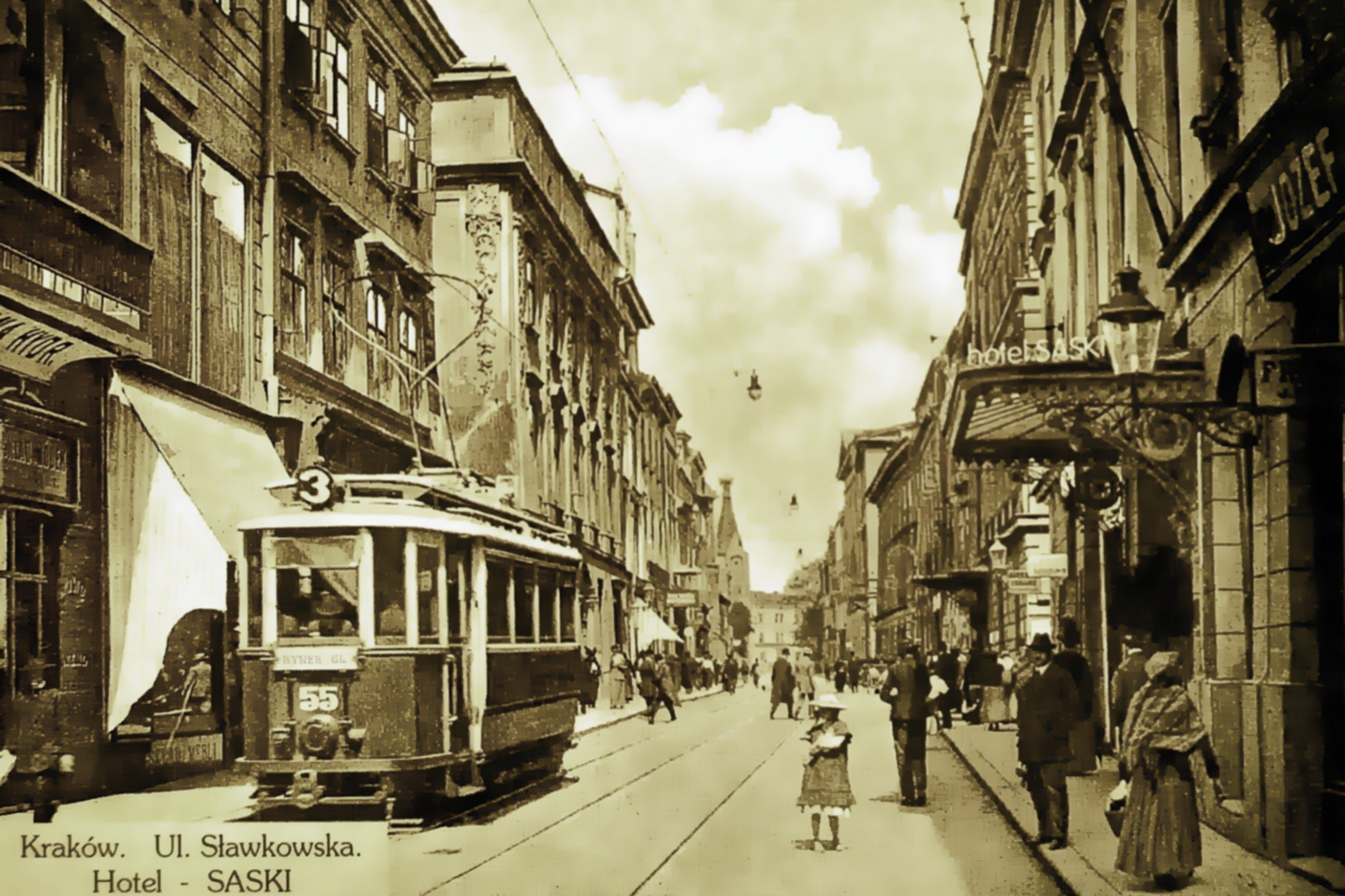
Rue Sławkowska sur une carte postale de 1914.

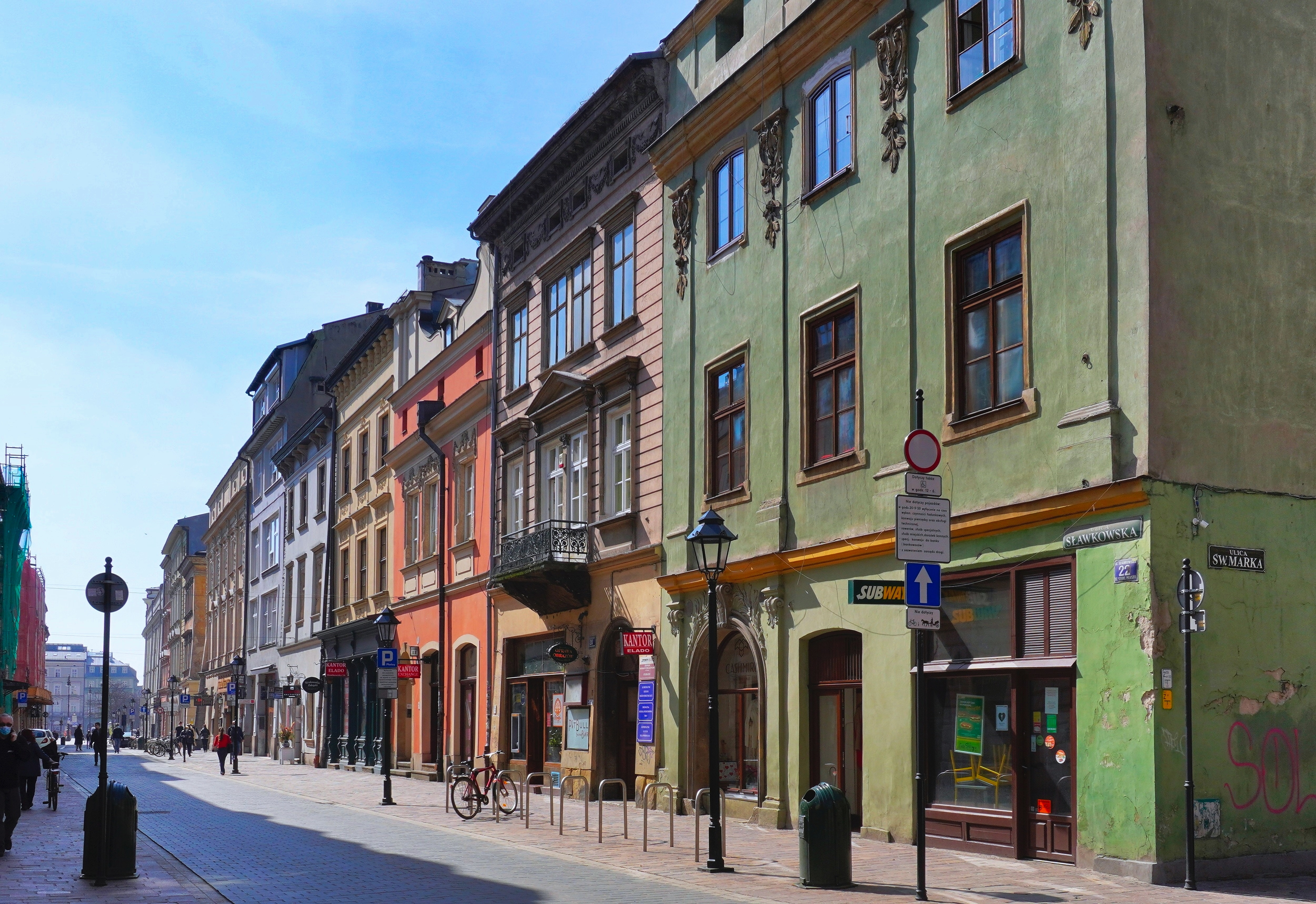
Vue vers le sud-ouest, côté ouest, entre les croisements avec les rues św. Marka et św. Tomasza.

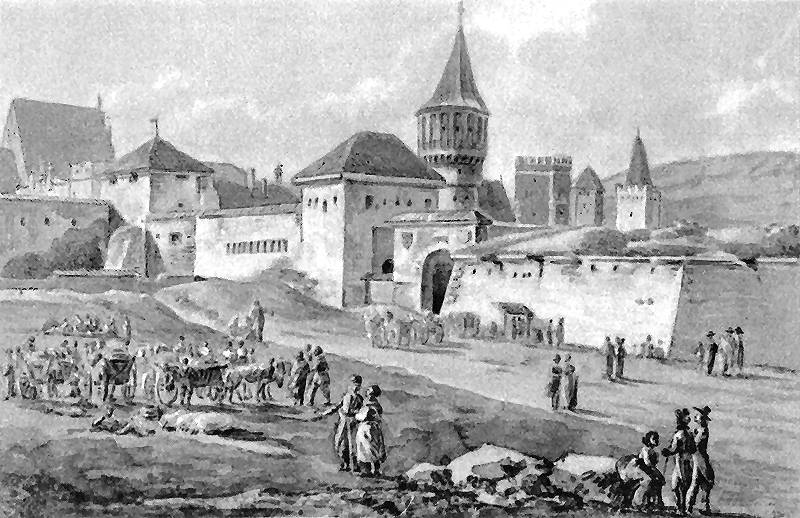
Vue de la porte Sławkowska à Cracovie (Zygmunt Vogel, 1799 - dessin à la plume et au pinceau à l'encre).

La rue Sławkowska  (en polonais Ulica Sławkowska) est une rue de la vieille-ville de Cracovie, qui faisait autrefois partie de la route médiévale menant à Sławków.
La rue apparaît pour la première fois dans les registres municipaux à partir de 1307. sous le nom de Slacovse gasse. Elle était située au bout de des murs de la ville jusqu'au début du XIXe siècle. La Porte Sławkowska était un bâtiment en brique. Il y avait une fonderie de canons près de la porte Sławkowska. Dans les années 1817 à 1822, les murs et la porte furent démolis. La rue se termine derrière le parc Planty.
En 2018–2019, la rue a subi une rénovation générale, qui comprenait le changement du revêtement de la rue de l'asphalte au pavage - étant la dernière des rues menant à la place du Marché, et le parcours lui-même a été complété par des lampadaires stylisés.

## Édifices
- N°1. Immeuble "Pod Jeleniem" (ou "Ludwikowska" du nom des propriétaires – les Ludwig) – à partir du milieu du XVIe siècle, il y avait une auberge "Pod Jeleniem".  L'auberge a accueilli, entre autres : Goethe et le tsar Nicolas Ier.

- N° 3 " Hôtel Saski " . L'hôtel a reçu son nom actuel dans la seconde moitié du XIXe siècle. Des concerts et des bals y étaient organisés, et y ont participé : Franz Liszt, Johannes Brahms et Ignacy Jan Paderewski. Après la Seconde Guerre mondiale jusque dans les années 1960, des représentations du Théâtre de Chambre et du Théâtre Groteska y ont eu lieu.

- N° 4 Immeuble Zajdliczowska – du XVe siècle, les portails baroques ont été conservés, ainsi que les décorations en stuc de la salle.

- N° 5-7. « Grand Hôtel ». L'immeuble "Wężykowska" doit son nom à son propriétaire de la fin du XVIe siècle. Brykczy Wężyk, qui était le secrétaire du roi. L'un des propriétaires de l'immeuble « Wierzbięcińska » dans la seconde moitié du XVIe siècle était Maciej Wierzbięta. Il dirigeait une imprimerie qui publiait les œuvres de Jan Kochanowski, Mikołaj Rej et des textes calvinistes. Actuellement, les cours des deux immeubles sont recouvertes d’une verrière. À l’intérieur se trouve une salle à manger octogonale, appelée Mirror Hall.

- N° 6. Immeuble sous le porche – Construit au début du XIXe siècle en combinant deux immeubles médiévaux. La boutique du rez-de-chaussée présente un plafond en bois polychrome.

- N°10. Immeuble Badeniowska – Construit au XVIIIe siècle en combinant deux immeubles : l’immeuble de la famille Badeni (habitants anoblis de Lviv) et l’immeuble de la famille Darowski.

- N°13. Palais Tarnowski – Créé au XVIIe siècle par la réunion de deux maisons. Salle et Portails baroques conservés. Cette résidence de Cracovie de la riche famille Tarnowski est un exemple typique de palais de ville avec une façade de forme appropriée et des pièces représentatives au premier étage (piano nobile). L'intérieur richement décoré du bâtiment était complété par de beaux meubles et œuvres d'art. Il y avait, entre autres, une précieuse galerie de peintures de maîtres italiens et flamands, mentionnée dans les descriptions des monuments de Cracovie dans l'entre-deux-guerres. Cette collection a ensuite été dispersée. Outre le hall et les portails, les cartouches d'armoiries placés au-dessus de l'entrée constituent également une décoration précieuse du palais. Des deux côtés du portail d'entrée se trouvent d'authentiques niches creusées dans la pierre, qui servaient à éteindre les torches. Au coin du bâtiment se trouvait autrefois une chaîne de fer qui fermait la rue la nuit et pendant le siège de la ville. Le propriétaire était obligé de la verrouiller avec un énorme cadenas. Cette chaîne a été remplacée en 1679. Seuls les arcs en fer ont survécu à ce jour. Pendant des siècles, le palais Tarnowski a été un centre important de la vie sociale de l’ancienne Cracovie. Après la Seconde Guerre mondiale, il est tombé progressivement en dégradation. Ces dernières années, il a été entièrement rénové[5].

- N°14. Maison Dębiński ou "Sous le tonneau" - a été créée au XVe siècle. Dans la seconde moitié du XVIIe siècle, le propriétaire de la maison était le chasseur royal Kaspar Dębiński. Lors de la rénovation du bâtiment, la façade de l'immeuble a été décorée de peintures représentant différents types d'armes. Dans les années 1990, le sous-sol abrite la scène du Vieux Théâtre appelée « Przy Sławkowska 14 »[6].

- N°17. – un bâtiment construit pour la Société scientifique de Cracovie dans le style néo-Renaissance dans la seconde moitié du XIXe siècle sur l'emplacement de quatre immeubles gothiques démolis. Les propriétaires suivants furent l'Académie des Connaissances de Cracovie, puis la Polska Akademia Umiejętności. Actuellement, il abrite le siège de la branche de Cracovie de l'Académie polonaise des sciences et la bibliothèque scientifique de l'Académie polonaise des sciences et de l'Académie polonaise des sciences de Cracovie.

- N° 18. Immeuble Kuśnierzowska – remonte au XIVe siècle. Conservé sans changements architecturaux majeurs. Le nom vient de l'un des propriétaires - Maciej Kuśnierz. L'attique remonte au tournant des XVIe et XVIIe siècles.

- N° 32. Palais Badeni – au coin de rue Pijarska 7-9, a été édifié à la fin du XIXe siècle. Actuellement, c'est le siège du Centre de recherche sur la dette et le développement de l'université Jagellonne.

## Galerie

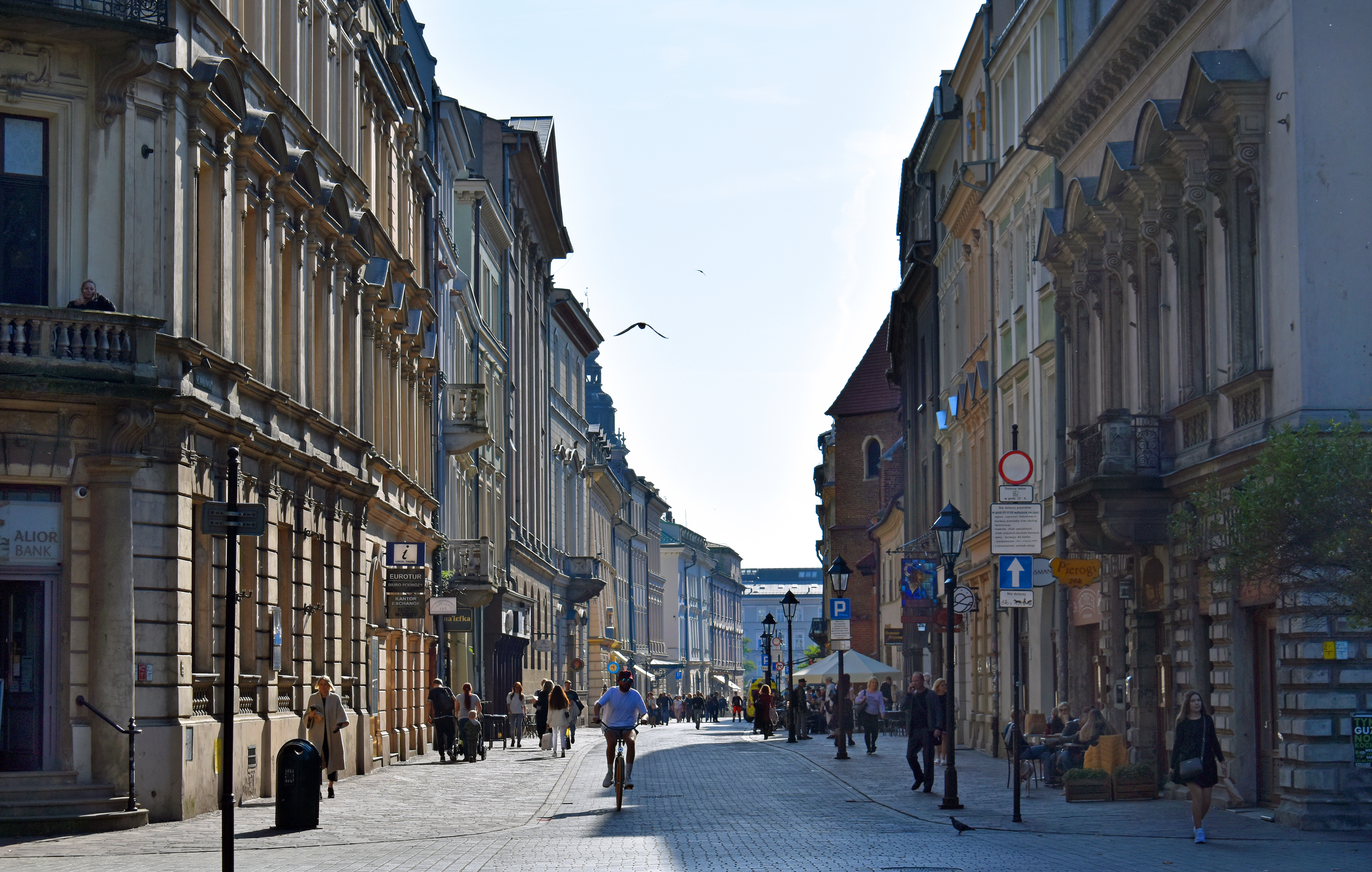
La rue vue depuis les Planty (du nord)
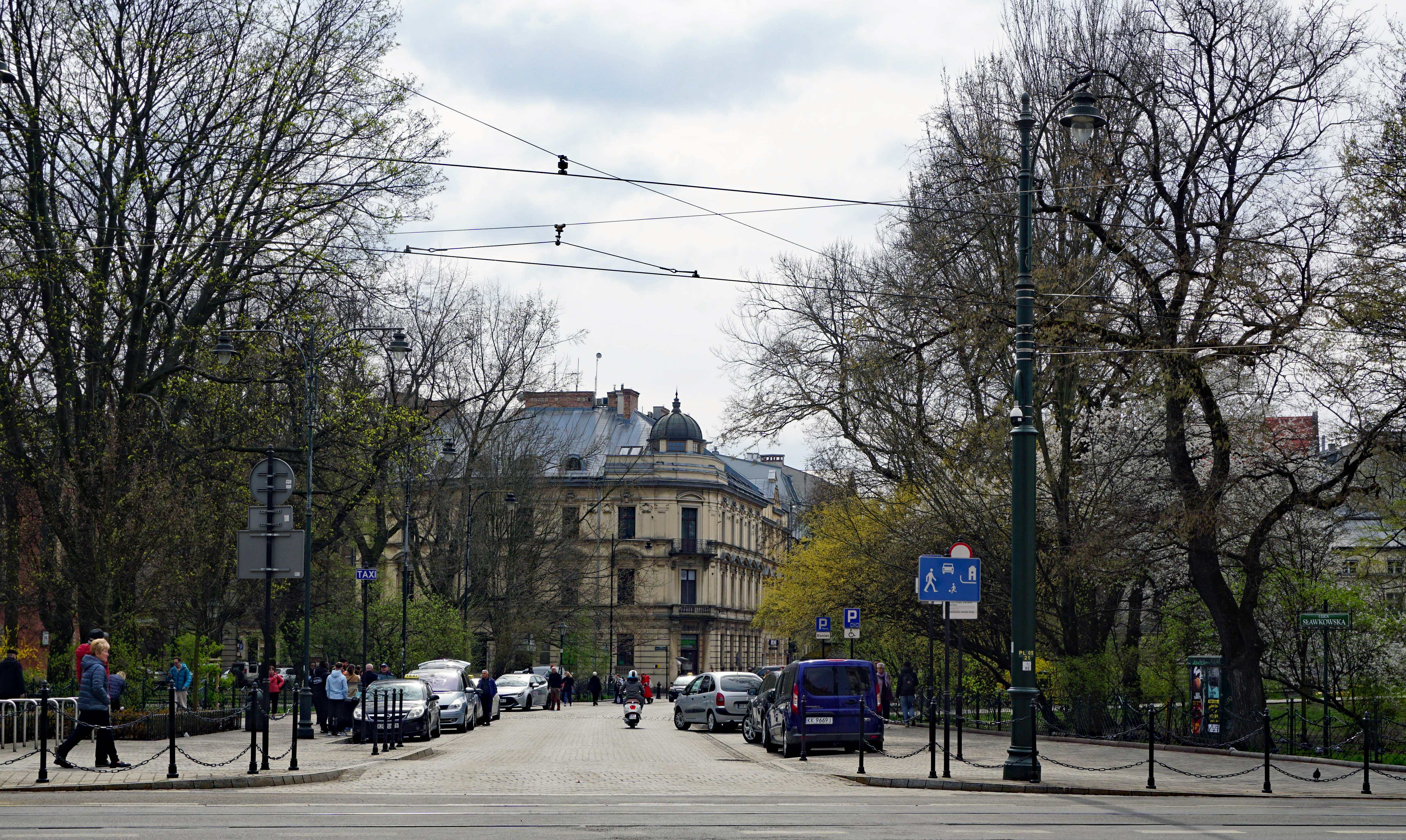
Vue vers le sud
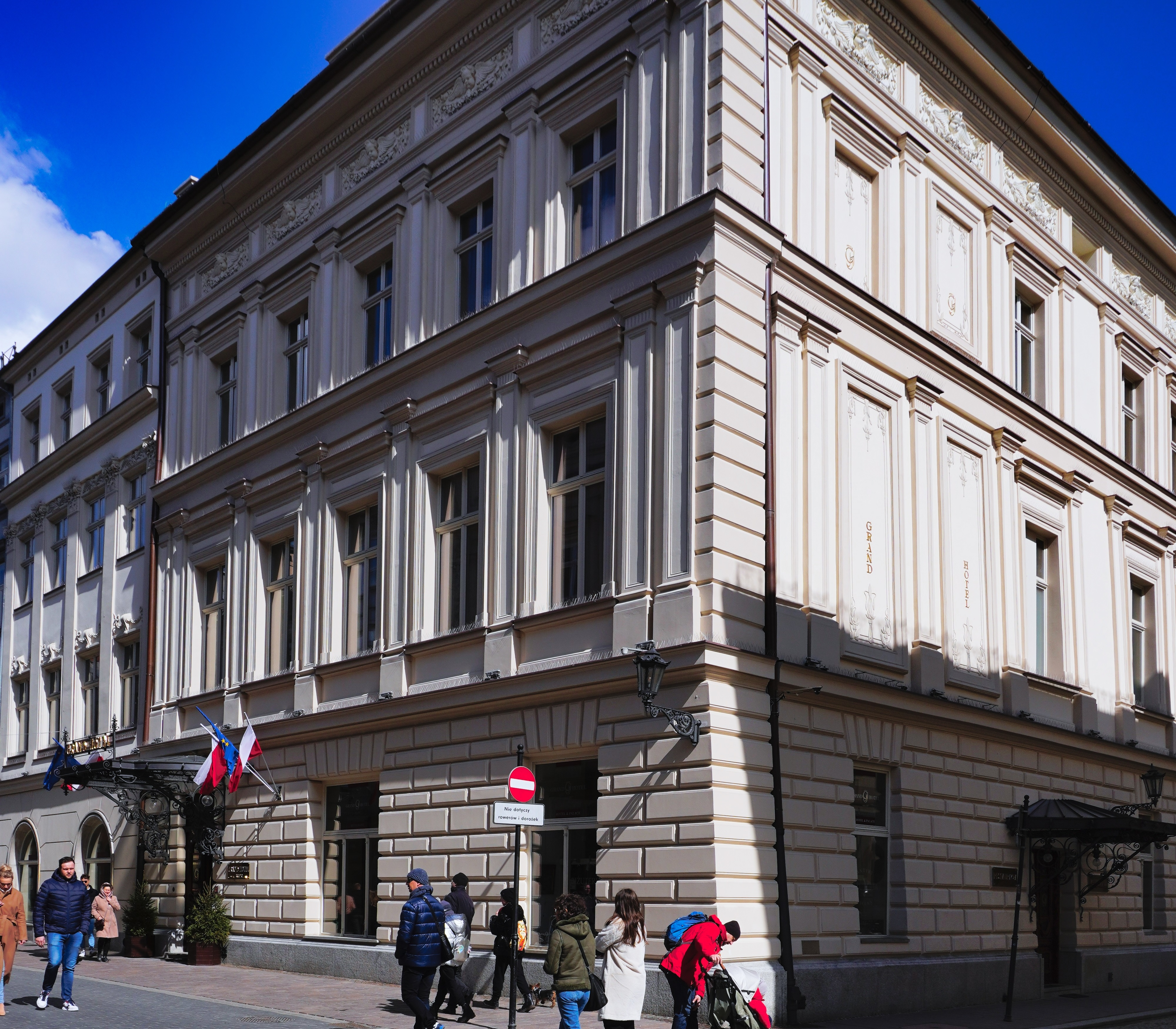
5–7 rue Sławkowska, Hôtel Grand
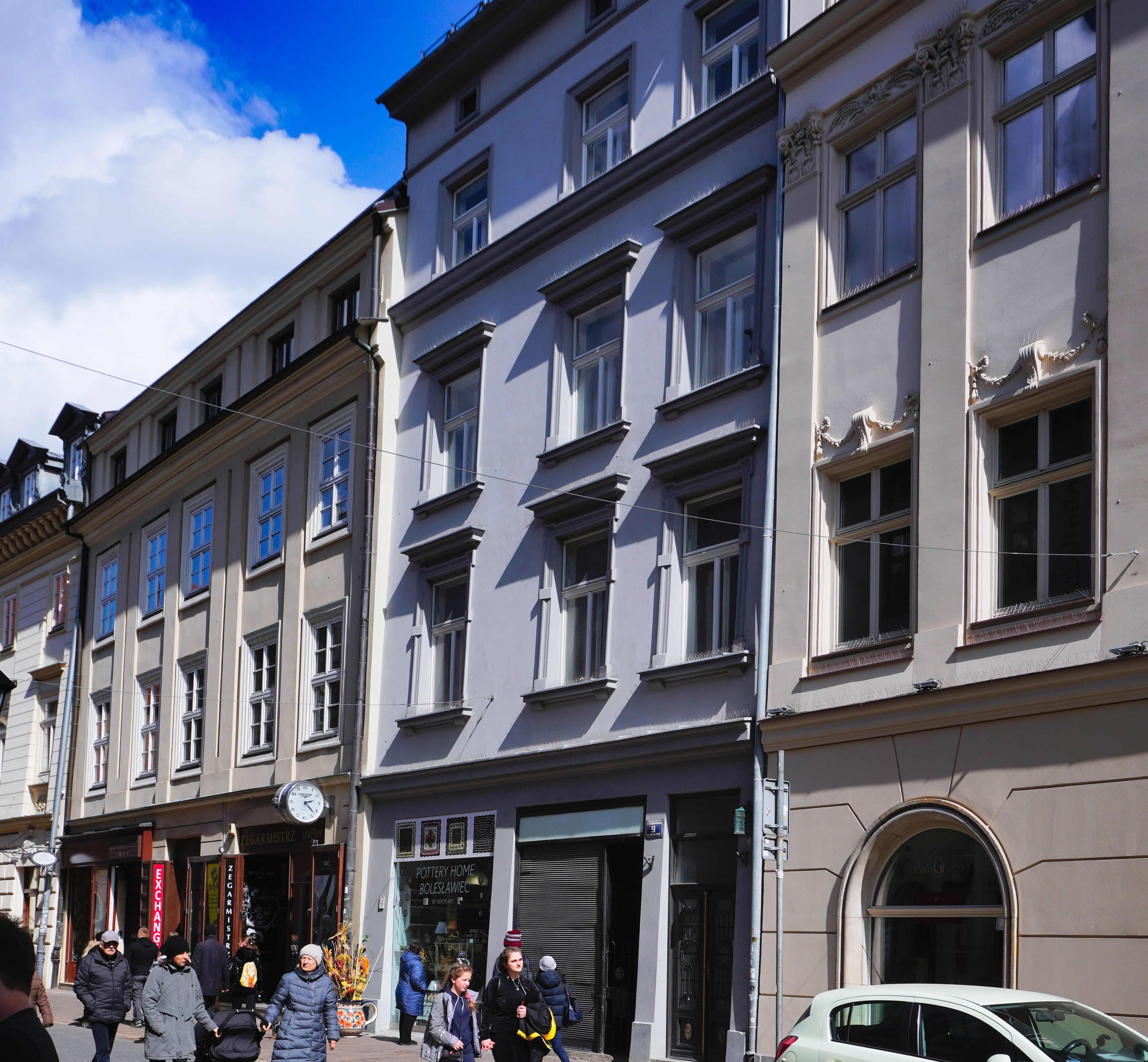
9 rue Sławkowska, immeuble historique
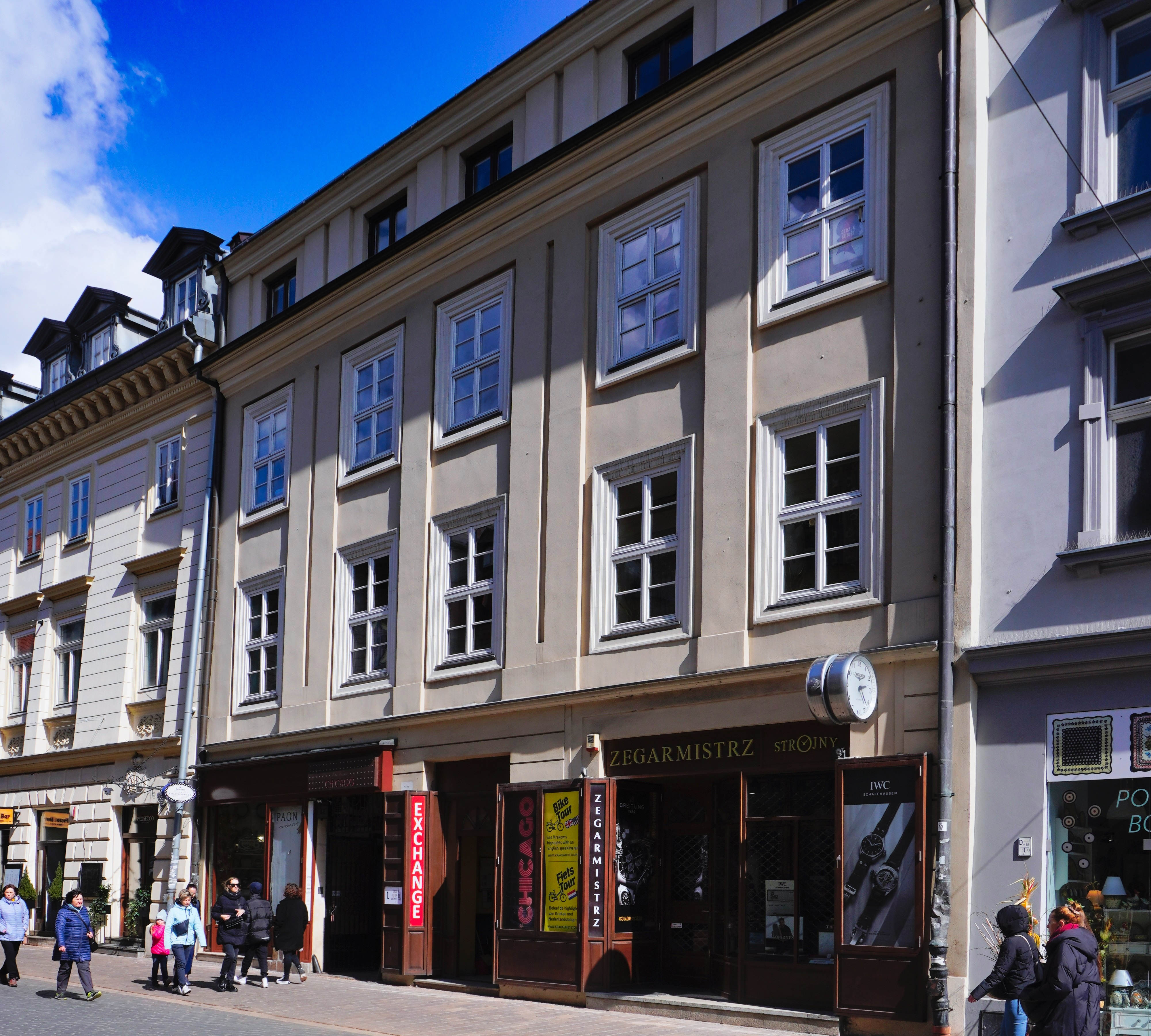
11 rue Sławkowska, immeuble historique
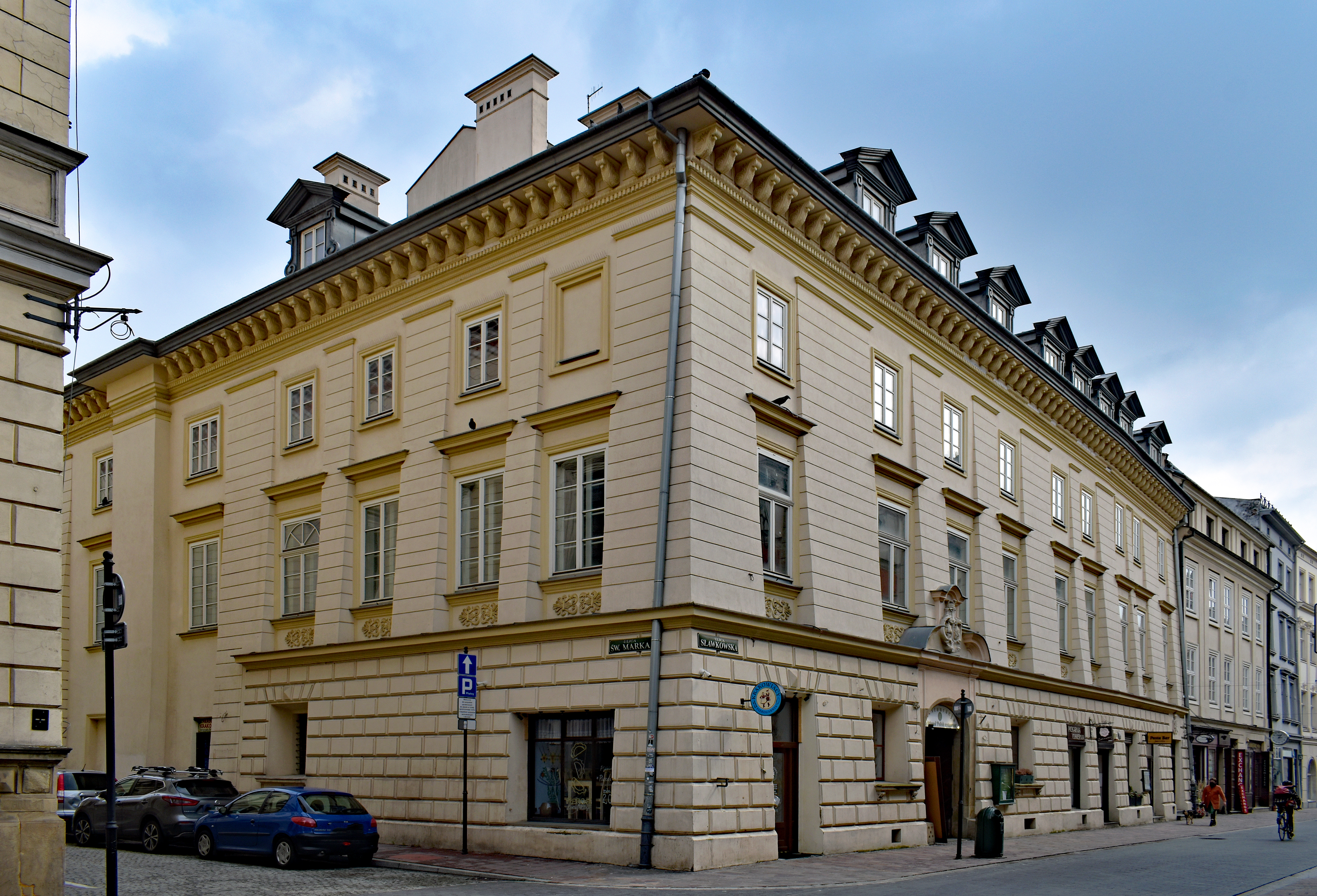
13–15 rue Sławkowska, Palais Tarnowski
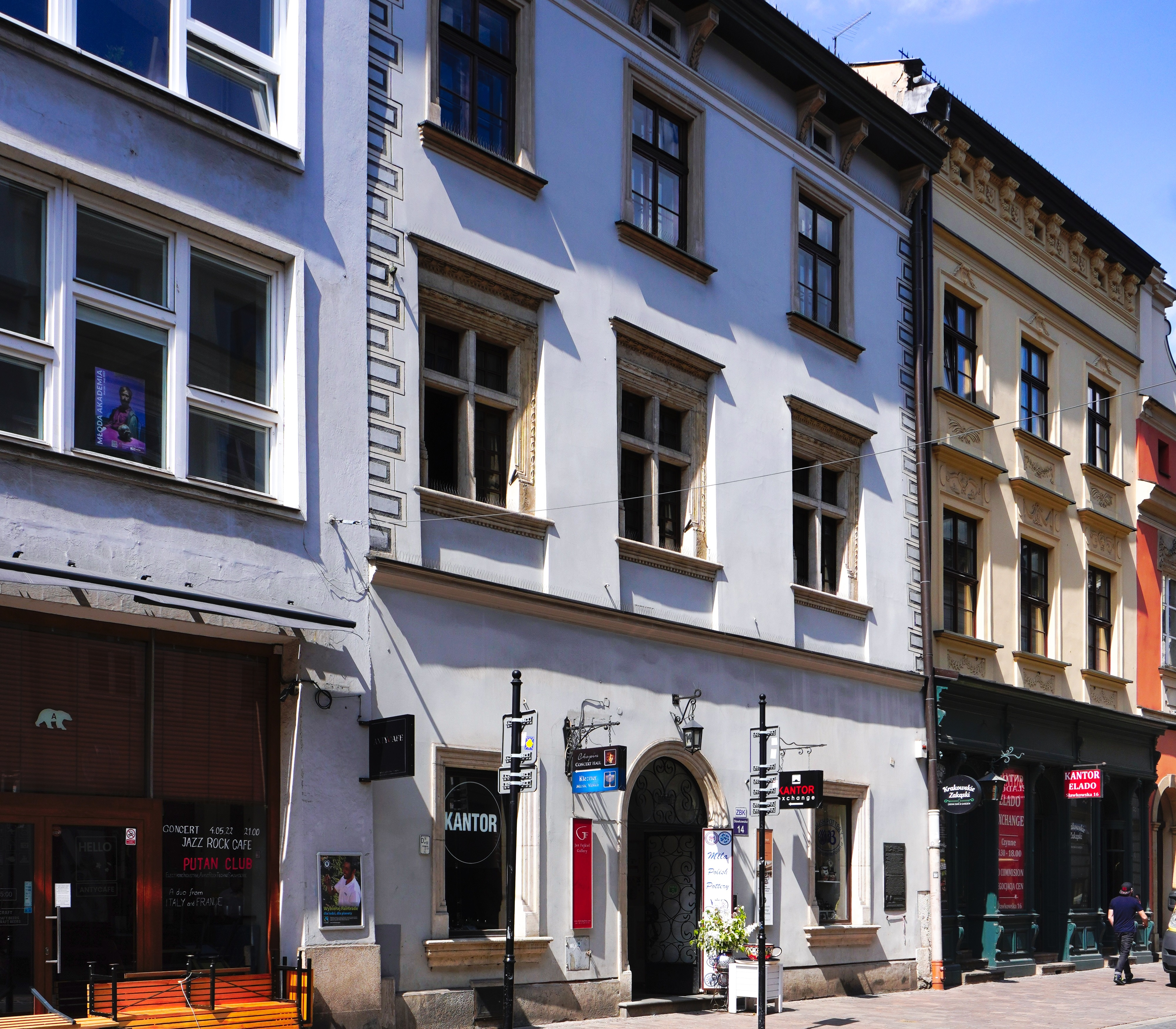
14 rue Sławkowska, immeuble historique
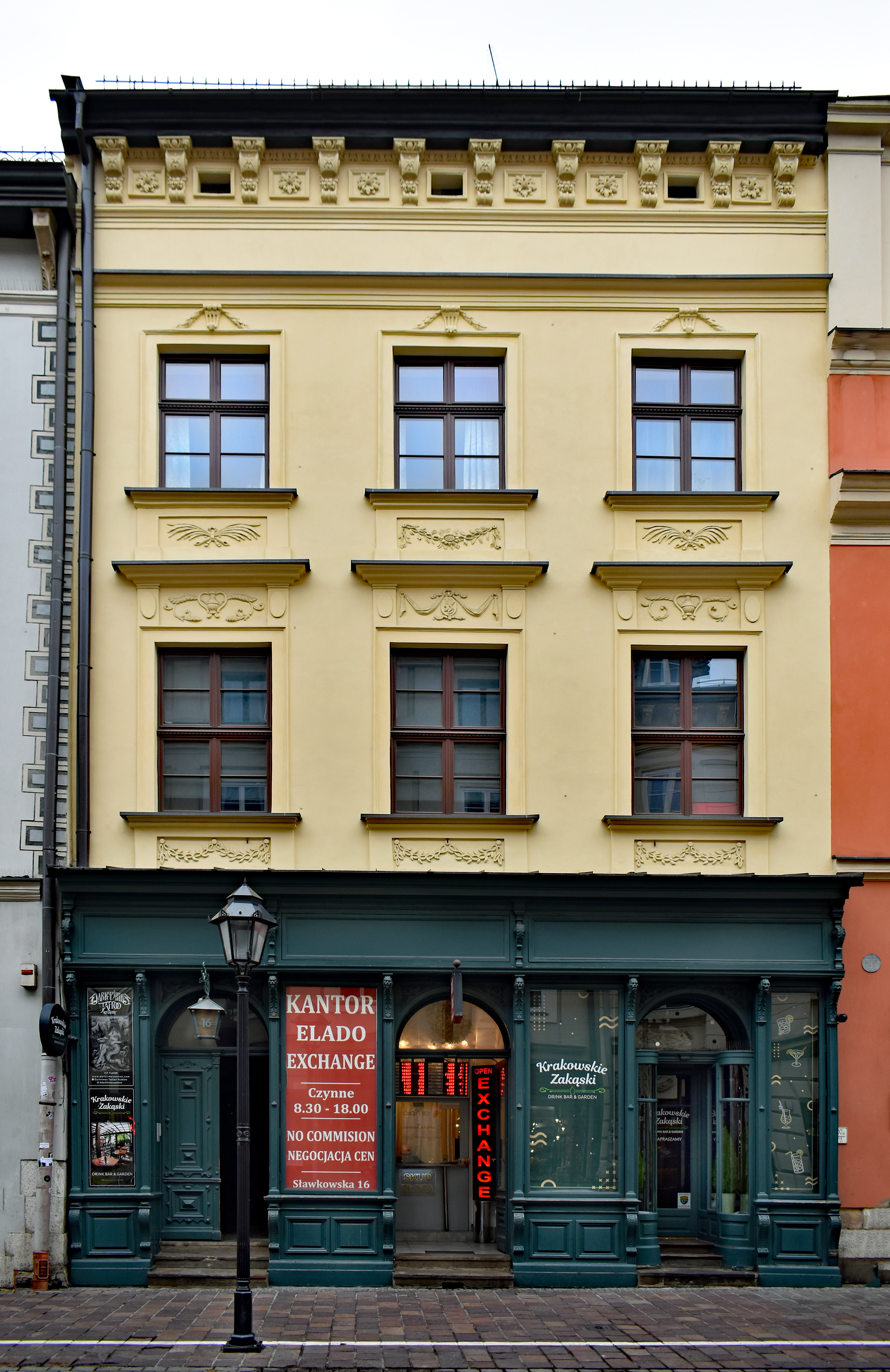
16 rue Sławkowska, immeuble historique
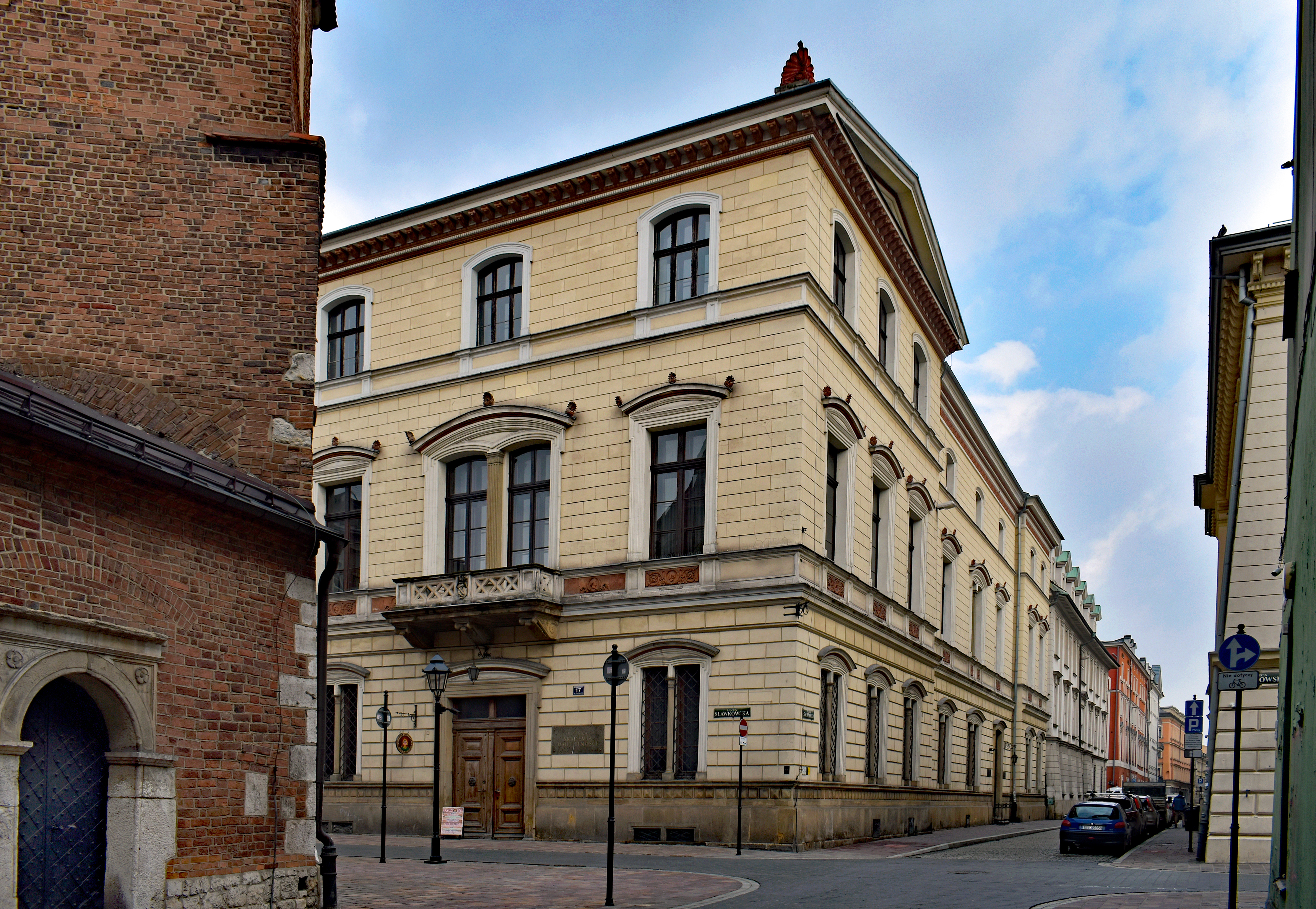
17 rue Sławkowska, Bâtiment de l’Académie polonaise des arts et des sciences (PAU)
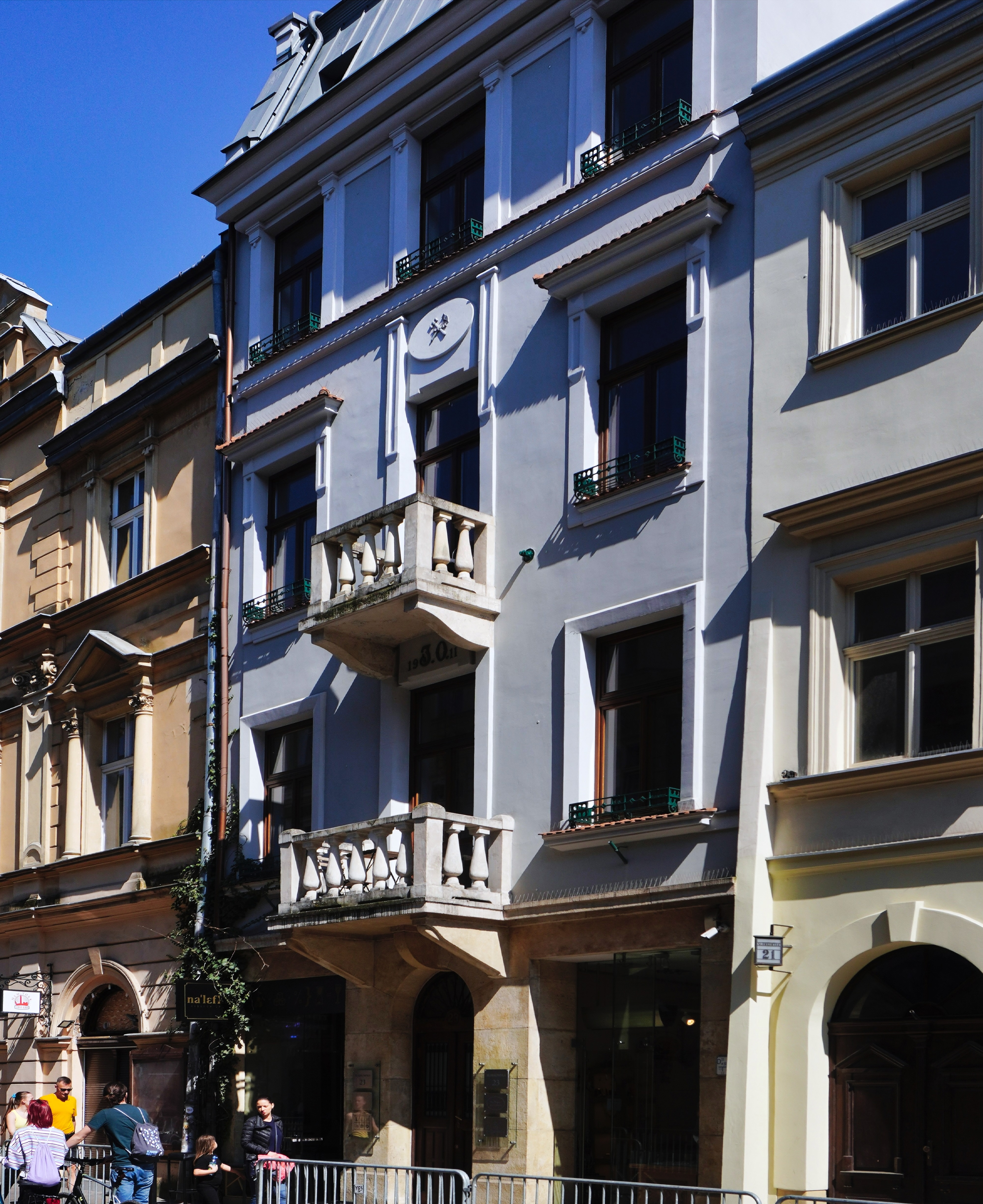
23 rue Sławkowska, immeuble historique
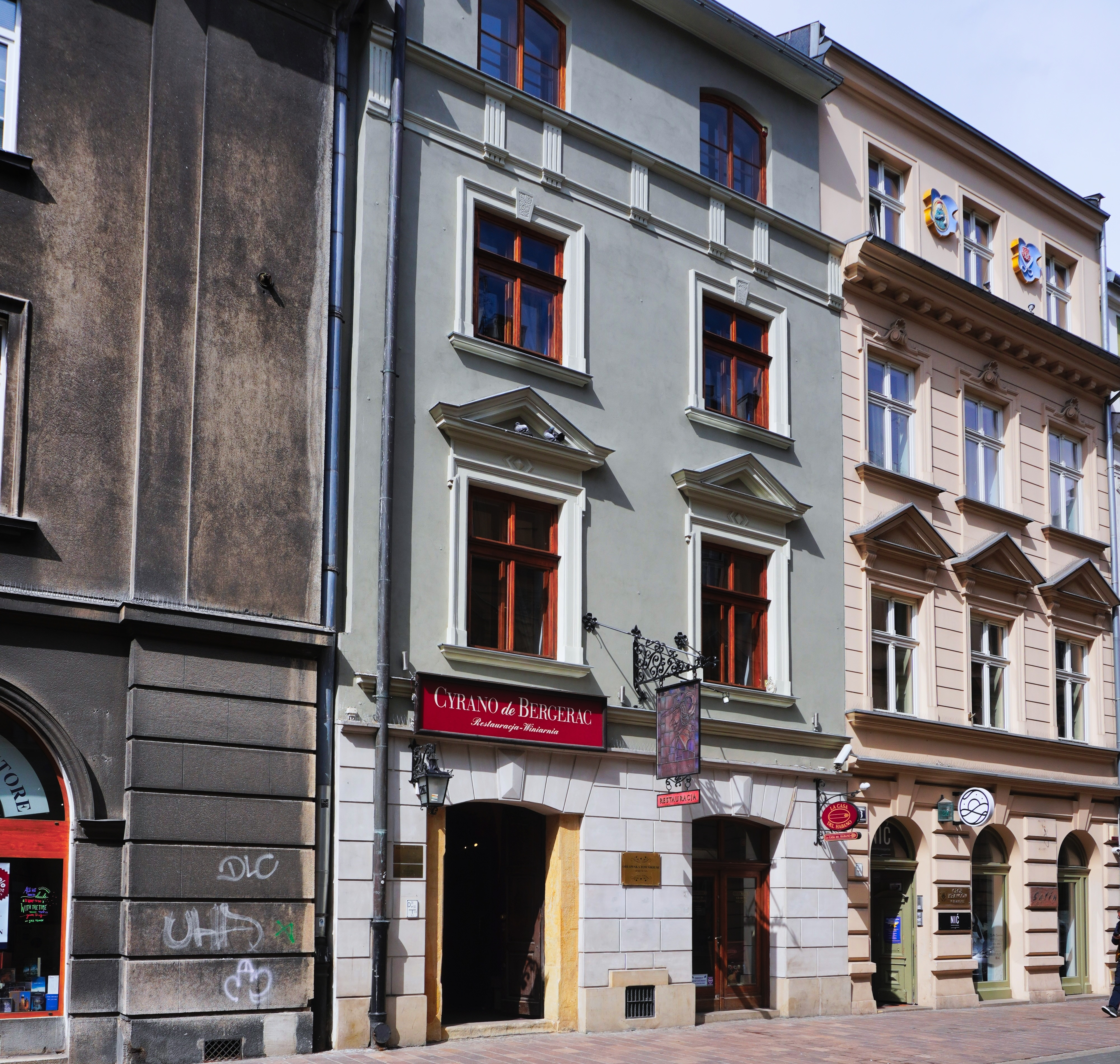
26 rue Sławkowska, immeuble historique
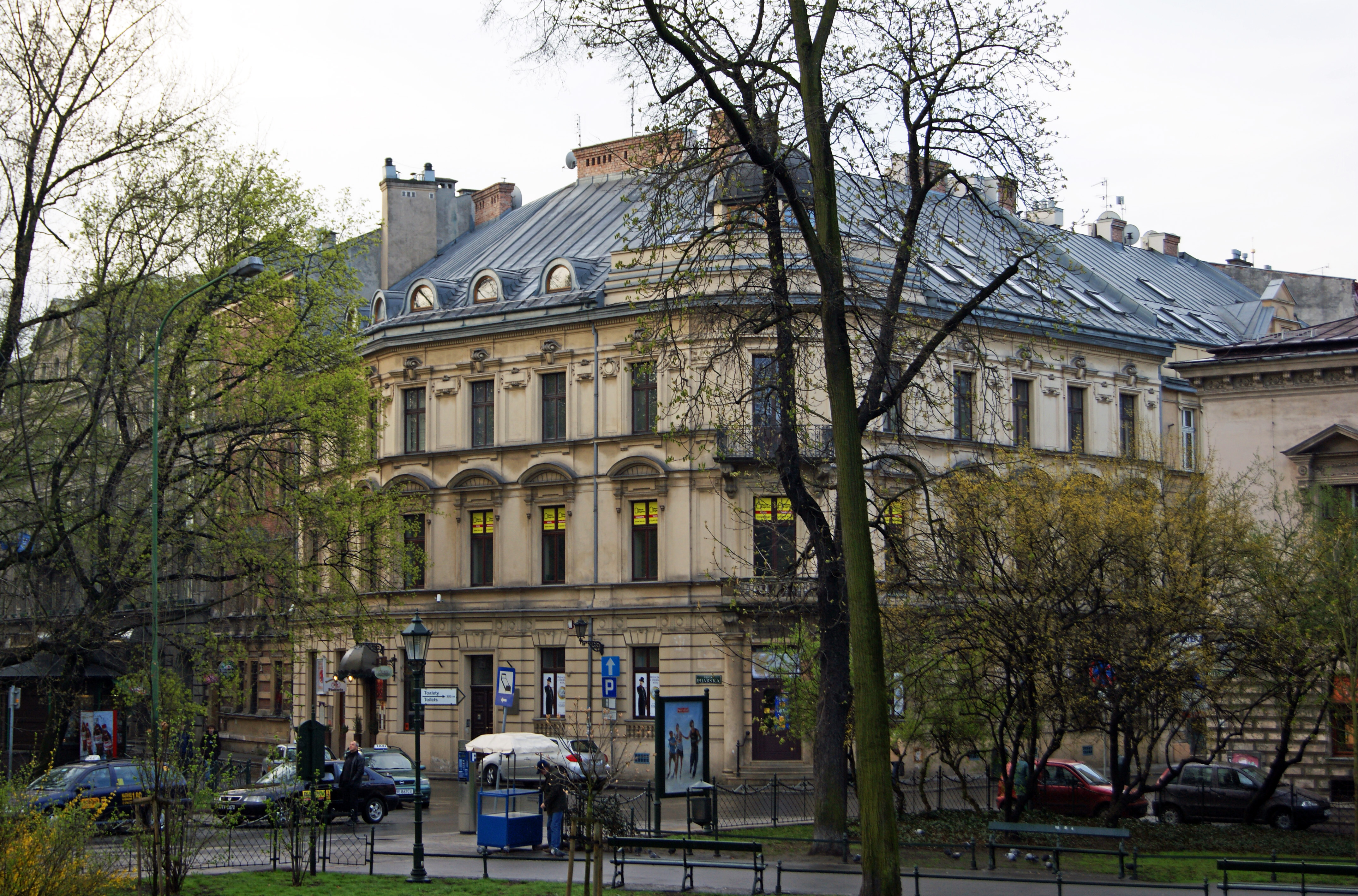
27 rue Sławkowska, Maison Rożnowski
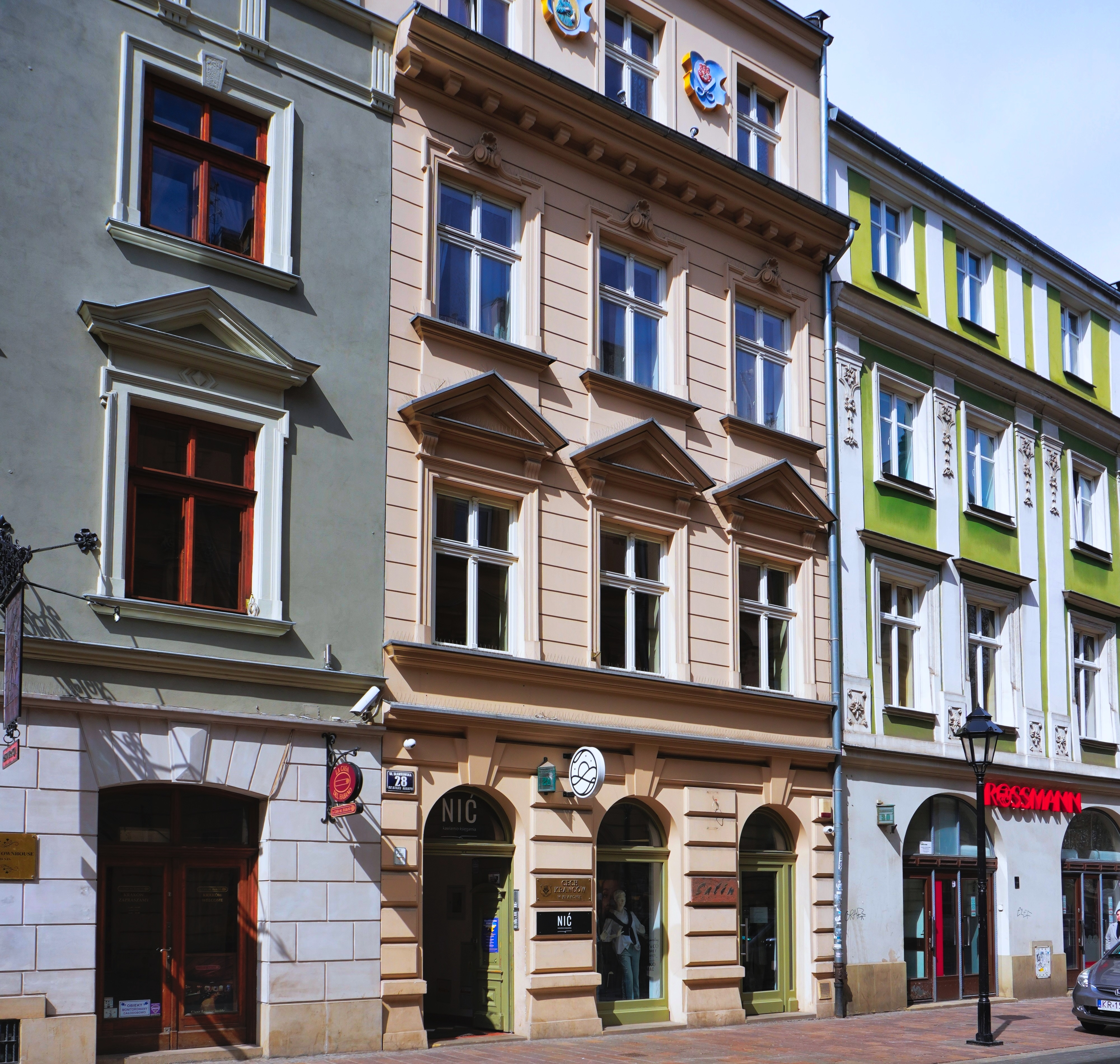
28 rue Sławkowska, immeuble historique
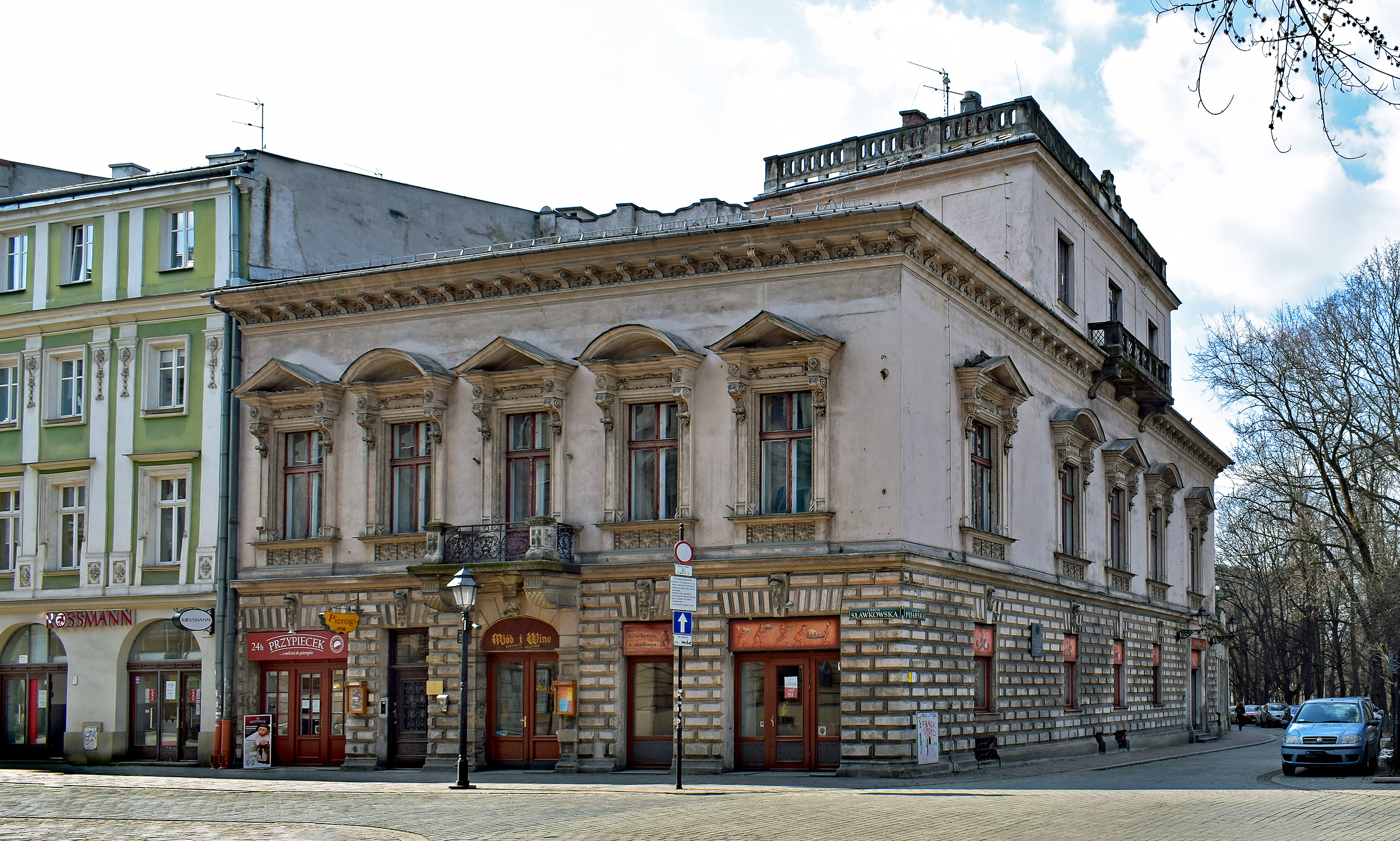
32 rue Sławkowska, Palais Badenich

## Voir également
- Sławków
- Église Saint-Marc de Cracovie – au coin de St Marka et Sławkowska.